# 珍妮特·博尔登
珍妮特·博尔登（英語：Jeanette Bolden，1960年1月26日—），美国女子田径运动员，主攻短跑。她曾代表美国参加1984年夏季奥林匹克运动会田径比赛，获得女子4×100米接力金牌。